# Східний Тимор на літніх Олімпійських іграх 2012
Східний Тимор на літніх Олімпійських іграх 2012 був представлений двома спортсменами в легкій атлетиці, які не змогли завоювати медалей. 